# Kościół św. Herberta w Wodzisławiu Śląskim
Kościół św. Herberta w Wodzisławiu Śląskim – rzymskokatolicki kościół parafialny pod wezwaniem św. Herberta przy ul. Radlińskiej w Wodzisławiu Śląskim.
Odpust przypada w niedzielę po 15 marca.

## Historia
Władze państwowe wyraziły zgodę na budowę kościoła 24 grudnia 1980 roku. Teren pod budowę poświęcił bp Herbert Bednorz 14 grudnia 1981 roku. Prace rozpoczęto 21 kwietnia 1983 roku. Kamień węgielny wmurował bp Bednorz 20 października 1985 roku. Świątynię poświęcił bp Damian Zimoń 15 września 1990 roku. Dzwony – „Święta Rodzina”, „Św. Barbara” i „Św. Jan Chrzciciel” – poświęcone zostały 9 listopada 1992 roku. Budynek otynkowano w 1997 roku. Relikwie św. Herberta z Kolonii wprowadzone zostały 16 marca 1998 roku. 3-metrowa rzeźba św. Herberta w prezbiterium poświęcona została w grudniu 2000 roku.